# فروت کرفت
فروت کرفت (به انگلیسی: Fruitcraft) یک بازی ویدئویی در سبک کارت بازی آنلاین است که در سال ۱۳۹۳ توسط استودیو تاد طراحی و منتشر شد. این بازی در سال ۱۳۹۳ پرفروش‌ترین بازی موبایلی در کافه بازار شناخته شد و از ابتدای انتشار بیش از صدها هزار نفر در آن ثبت نام کرده‌اند.

## مکانیزم‌های بازی
در این بازی تعدادی کارت با شخصیت‌های میوه‌ای در اختیار بازیکن قرارداده می‌شود که می‌تواند با آن‌ها به نبرد با دشمن مجازی در سیستم برود و با شکست دشمن مجازی، به طلا و نکتار دست یابد. در مراحل بعدی امکان نبرد با بازیکنان دیگر در سیستم نیز در اختیار وی قرار می‌گیرد. بازیکن می‌بایست کارت‌های خود را افزایش و ارتقاء داده وبا استفاده از طلای مجازی به دست آمده در نبردها، آن‌ها را ارتقا دهد. بازیکنان امکان همکاری و فعالیت‌های گروهی داشته و پس از اینکه به مراحل بالاتری دست یابند امکان نبرد هم‌زمان و گروهی با یکدیگر را نیز خواهد داشت همچنین اگر بخواهیم به یکی از نقاط قوت این بازی اشاره کنیم احتمالا به تنوع کارت‌ها اشاره خواهیم کرد که با هربار ارتقای کارت تصویر کارت هم تغییر می‌کند و شکل قوی‌تری می‌گیرد.

## نقد و بررسی‌ها
وب‌سایت انگلیسی tradingcardgame اولین نقد و بررسی بازی فروت کرفت به زبان انگلیسی را منتشر کرد و به آن امتیاز ۷٫۴ از ۱۰ را داد. به گفته منتقد این وب‌سایت، بازی در دسترس برای همهٔ سنین و سبک اعتیادآور از جمله مزایا و سادگی بیش از حد مکانیزم بازی از معایب آن ذکر شده‌است.

## افتخارات
- کسب نشان سرآمد در هفتمین جشنوارهٔ رسانه‌های دیجیتال
- مقام اول جشنواره موبایل و وب ایران (گروه بازی)
- مقام اول جشنواره پردیس (گروه بازی و سرگرمی)
- مقام اول جشنواره دانشجوی بازی ساز (بخش موبایل)
- مقام اول جشنواره دانشجوی بازی ساز (بخش موبایل)